# Claudio Torrejón
Claudio Torrejón Tineo (Lima, 14 maggio 1993) è un calciatore peruviano, centrocampista del Cienciano.

## Palmarès

### Club

#### Competizioni nazionali
- Campionato peruviano: 1

Sporting Cristal: 2012